# Psittacanthus kerberi
Psittacanthus kerberi là một loài thực vật có hoa trong họ Loranthaceae. Loài này được (E. Fourn.) Engl. miêu tả khoa học đầu tiên năm 1897.